# Мурзакевич, Никифор Адрианович
Ники́фор Адриа́нович Мурзаке́вич (2 [13] июня 1769 года, Смоленск — 8 [20] марта 1834 года, Смоленск) — священнослужитель Русской православной церкви, автор «Истории губернского города Смоленска» — первого печатного труда по истории Смоленской земли.

## Биография
Родоначальником фамилии Мурзакевичей был бывший крымский мурза Василий по прозвищу Мурзин, пленённый князем В. В. Голицыным во время 2-го Крымского похода в 1687 году, крещённый им в православие и зачисленный в служилые люди по городу Смоленску. Своего сына Адриана (? — 1783) Василий Мурзин определил в открытую в 1728 году Смоленскую семинарию, после окончания которой Адриан Васильевич был священником при Успенском кафедральном соборе Смоленска.

### Юность и учение
2 (13) июня 1769 у Адриана Васильевича и его супруги Евдокии Федоровны родился сын Никифор. Получив начальное образование дома, к десяти годам мальчик уже бегло читал на русском и латинском языках и поступил в Смоленскую семинарию. В семинарии Никифор успешно окончил три из четырёх классов, но в 1783 году скончался отец и семья осталась без средств к существованию. Вынужденный оставить семинарию, Никифор был определён епископом смоленским и дорогобужским Парфением псаломщиком в Богородицкую церковь.
В 1792 году Никифор Мурзакевич женился на Анне Ивановне Солнцевой, дочери вяземского священника, и около того же времени, принимая во внимание заслуги отца, был посвящён сначала в иподиакона, а потом и в диакона кафедрального собора Смоленска. Большая семья о. Никифора (его мать, жена и шестеро детей) жила в бедности, поскольку единственным источником доходов являлось жалование в 25 рублей в год и некоторые суммы, выручаемые как плата за требы. Все своё свободное время диакон посвящал самообразованию. Особенно его интересовала история родных мест.

### Работа над «Историей Смоленска»
Прочтя рукописную «Историю города Смоленска», составленную в 1780 году иеромонахом Иоасафом Шупинским к приезду в Смоленск императрицы Екатерины II, о. Никифор нашёл в ней множество недостатков и сам занялся составлением более полной и подробной истории. Эти занятия пользовались поддержкой епископа Парфения, предоставившего в распоряжение диакона свою библиотеку, личные выписки относительно смоленских древностей и обеспечившего ему доступ в архив консистории.

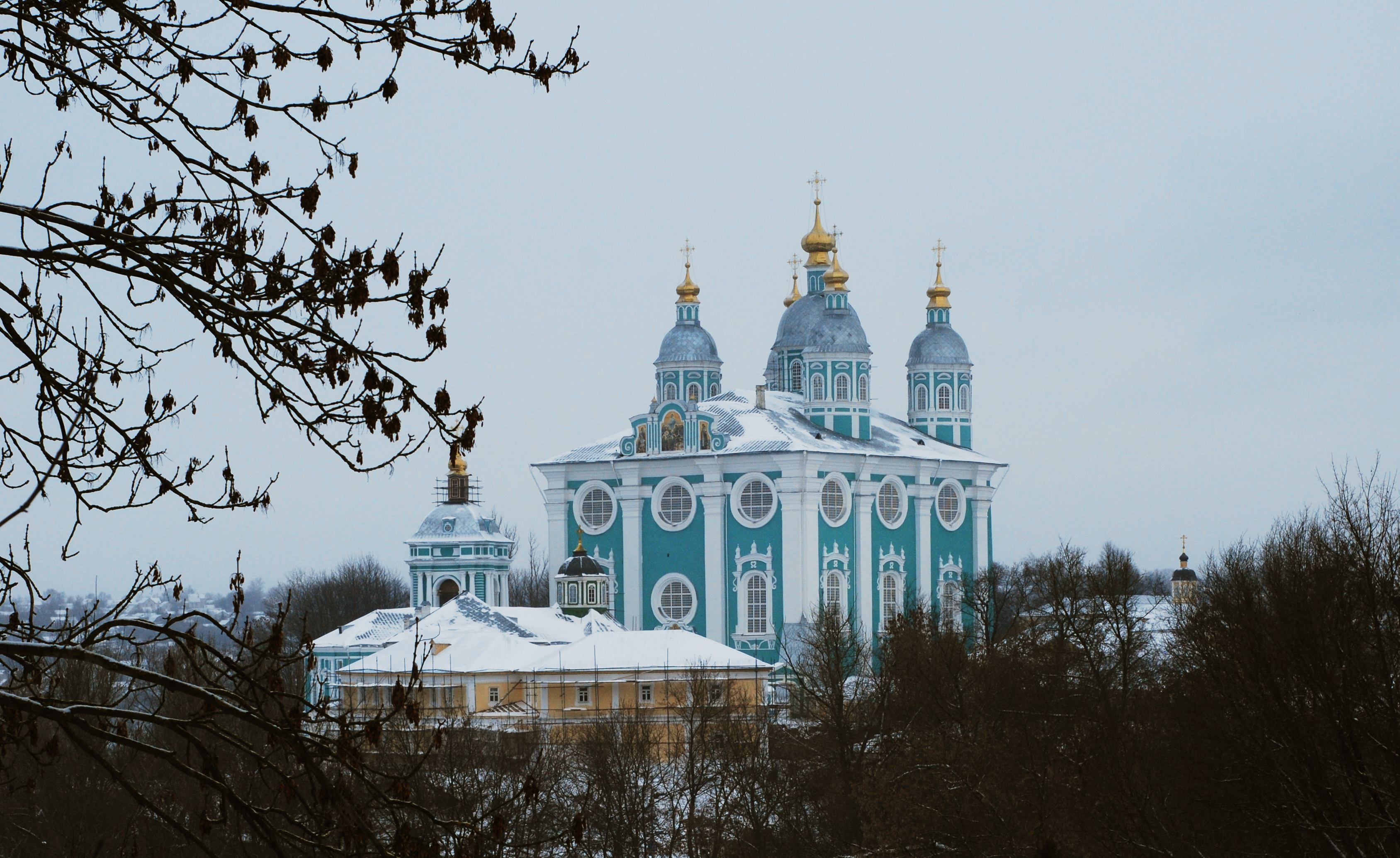
Успенский кафедральный собор в Смоленске, где Мурзакевич служил диаконом. Фото 2009 года

После смерти епископа Парфения в 1795 году положение о. Никифора ухудшилось: новый епископ Дмитрий не оказывал диакону прежней поддержки. Закрылся для него и доступ в архив. Смоленское духовенство, и без того нерасположенное к учёному-диакону, теперь стало относиться к нему и вовсе презрительно. Неожиданная помощь была оказана Мурзакевичу студентами Московского университета И. А. Двигубским, А. С. Карсаровым и А. И. Тургеневым, которые, направляясь на учёбу в Европу, проезжали через Смоленск, познакомились с о. Никифором и пообещали поспособствовать его работе. А. И. Тургенев написал о смоленском диаконе своему отцу, ректору Московского университета И. П. Тургеневу, активному члену Дружеского ученого общества, и через несколько месяцев Мурзакевич получил посылку из Москвы. В посылке были книги по российской истории В. Н. Татищева, М. М. Щербатова и И. М. Штриттера, Никоновская летопись, «Синопсис», «Вивлиофика» Н. И. Новикова и другие труды.
Благодаря помощи из Москвы Мурзакевич сумел к 1803 году завершить свою «Историю города Смоленска». Представленная епископу Дмитрию, работа не нашла поддержки у духовных властей: епископ возвратил рукопись «с выговором и бранью». Тогда Мурзакевич представил рукопись смоленскому гражданскому губернатору Д. Я. Гедеонову, а тот передал её генерал-губернатору Смоленска С. С. Апраксину. По распоряжению Апраксина в 1803 году в губернской типографии за его счет было напечатано 600 экземпляров первого издания «Истории губернского города Смоленска» в четырёх книгах. Весь тираж издания был подарен автору и быстро разошёлся по подписке. Епископ Дмитрий был разгневан и выгнал диакона из кафедрального собора, предложив ему искать другое место. Такое место вскоре нашлось. 16 апреля 1803 года о. Никифор был рукоположён в священники Одигитриевской церкви.
В 1804 году вышло второе издание «Истории», дополненное пятой книгой с грамотами русских, польских и литовских государей, данными Смоленску. С. С. Апраксин переслал книгу обер-прокурору Синода князю А. Н. Голицыну, а тот представил её императору Александру I, который велел выдать автору 500 рублей. Кроме того, смоленское дворянство и граждане ссудили отцу Никифору 1500 рублей, что дало возможность купить у купца Квецинского дом за алтарём Одигитриевской церкви.

### Война 1812 года и судебные процессы
Начало 1812 года было ознаменовано для Мурзакевича несчастьем. 4 (16) марта умерла его жена, оставив семерых детей. По словам его сына Ивана, отец после смерти жены «впал в задумчивость и какое-то равнодушие», почти оставив писательский труд и сосредоточившись на заботах о детях. Новый епископ Ириней, известный как полиглот и автор многих научных работ, оценил труды о. Никифора и хотел удостоить саном протоиерея, но смоленское духовенство выступило против этого, указывая на «неучёность» Мурзакевича.
Во время Отечественной войны 1812 года появление противника вблизи Смоленска застало его население врасплох. 3 (15) — 4 (16) августа жители в спешке покидали город и уезжали на восток. Мурзакевич, у которого в эти суматошные дни украли лошадь, вместе со своим многочисленным семейством покинуть город не сумел.
4 (16) августа 1812 армия Наполеона осадила Смоленск и начала артиллерийский обстрел города. Священник Мурзакевич был в этот день призван для исповедования и причащения раненых и умирающих и находился на позициях 26-й дивизии генерала И. Ф. Паскевича на Королевском бастионе под обстрелом вместе со своим 12-летним сыном Константином, который носил за отцом святую воду. Своим поведением в этот день о. Никифор заслужил особую благодарность генерала Паскевича и позже был награждён скуфьёй от Синода и бронзовым наперсным крестом. 5 (17) августа французы предприняли несколько атак, захватив предместья, но так и не сумев ворваться в Смоленскую крепость. Утром этого дня о. Никифор вновь был на позициях, а после обеда укрылся с семьёй и прихожанами в Успенском соборе, так как его дом и церковь попали под обстрел. В ночь на 6 (18) августа русские войска оставили город, который был занят французами. В соборе ютились почти неделю, пока основные части французской армии не покинули город. Дом Мурзакевича в это время занимал генерал Ж. Лагранж, и, когда хозяин вернулся в него, он нашел своё жилище разграбленным.

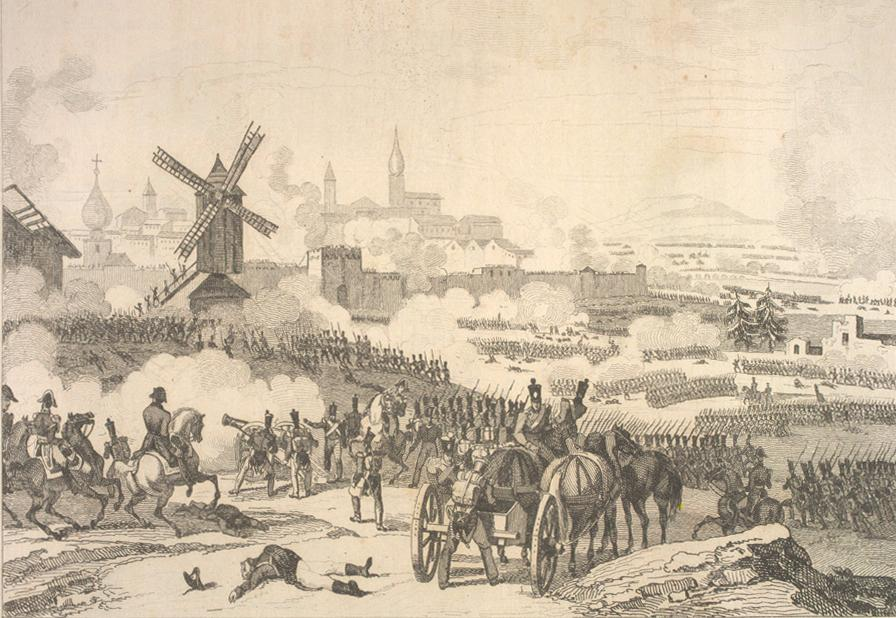
Французские колонны штурмуют Смоленск

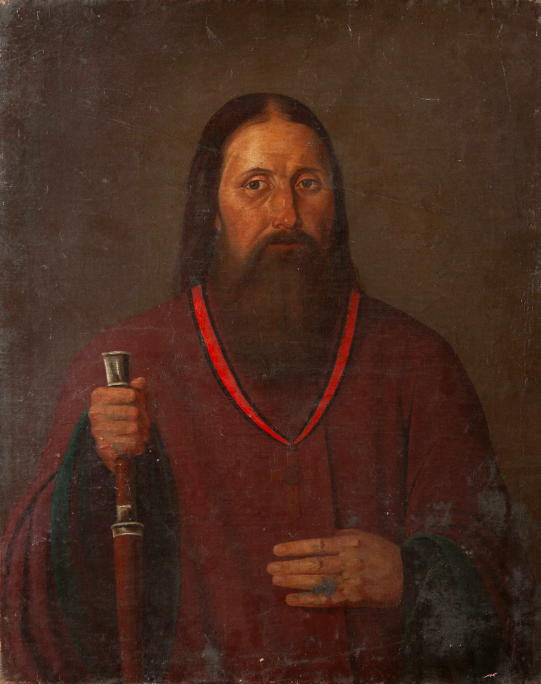
Портрет нач. XIX в.

В занятом французами Смоленске отец Никифор оказался одним из немногих оставшихся священников. В этой ситуации он не только отправлял службы в Успенском кафедральном соборе, но и был хранителем этой русской святыни. В первый день французской оккупации Мурзакевич сумел добиться от французского командования постоянного воинского караула, который был поставлен у собора и спас от разорения соборную ризницу и имущество архиерейского дома. От разорения отцом Никифором были также спасены Троицкая и Одигитриевская церкви. В обстановке, когда грабежи и мародёрство достигли предела, Мурзакевич проявлял завидное мужество и силу духа, у него получалось заступаться за жизнь и имущество граждан перед французскими властями, включая губернатора Смоленска барона А. Жомини. Мурзакевич исповедовал и осуществлял погребение отставного подполковника П. И. Энгельгарда — смоленского дворянина, организовавшего вместе с несколькими своими соседями партизанский отряд из вооруженных им крестьян. Выданный крестьянами, Энгельгардт был расстрелян французами у Молоховских ворот Смоленска. Всю осень о. Никифор со своими сыновьями, Константином и Иваном, ходил за город на кирпичные заводы к русским раненым, носил им воду и овощи.
Между тем личная история о. Никифора была далека от благополучия. Священник был неоднократно бит мародёрами, удар шпорой в бок давал потом о себе знать вплоть до самой смерти. Дом его был разорён, голод и болезни унесли жизни матери о. Никифора, его тётки, двух дочерей и воспитанницы. Ещё одно несчастье произошло более или менее случайно. 27 октября (8 ноября) 1812 генерал Жомини потребовал от священников организовать почётную встречу Наполеона, возвращавшегося из Москвы. Тогда император не приехал, но на следующий день встреча произошла, причем случайная:

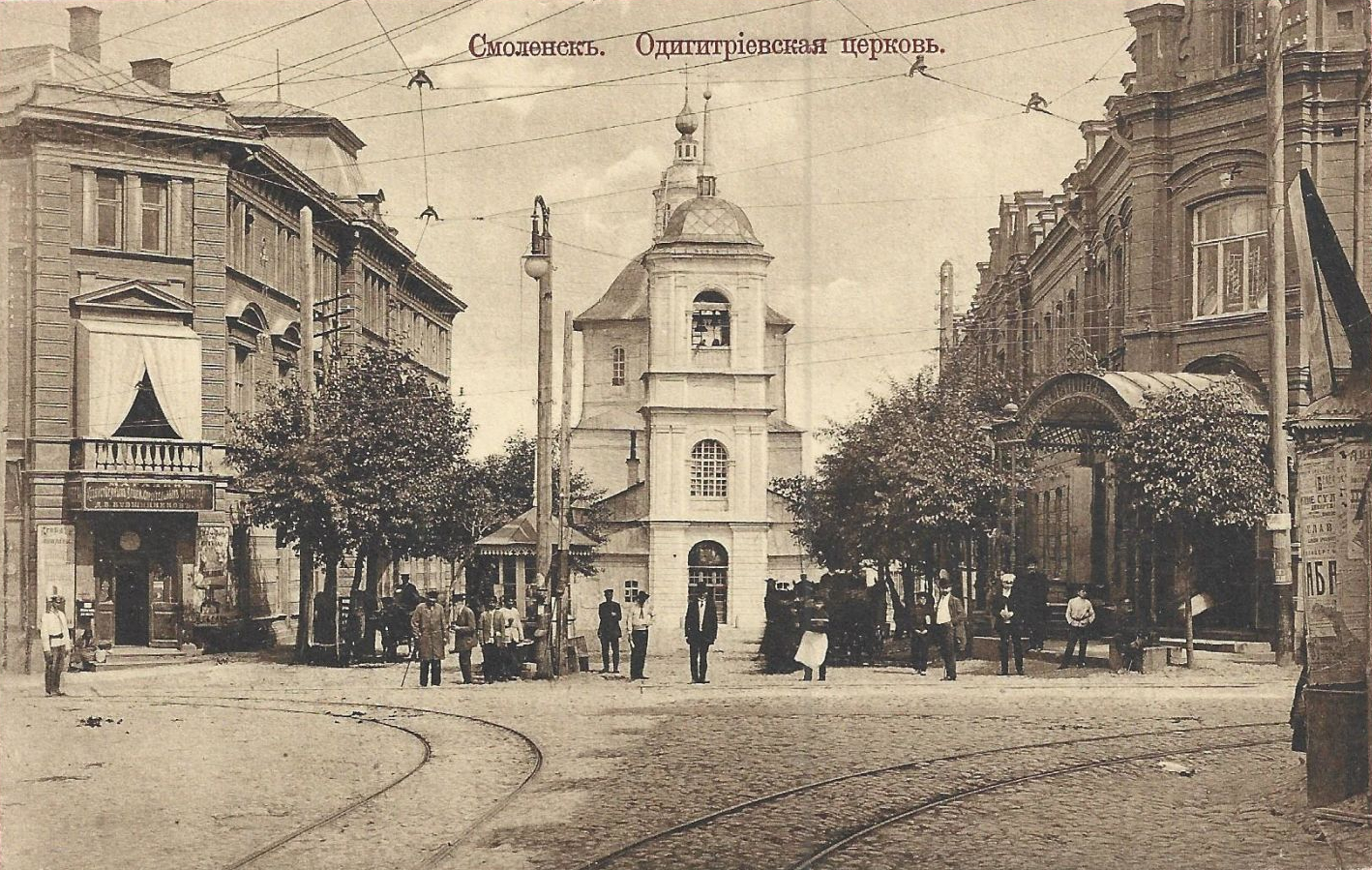
Одигитриевская церковь, где служил о. Никифор Мурзакевич. Открытка начала XX века

Идя к больному мещанину Ив. Короткому, что у Днепровских ворот возле дома Ив. Ковшарова, с черствой просфирою, нечаянно возле Троицкого моста попавшиеся мне губернатор Жомини сказал мне по латыни: «Вот Наполеон идет!» — Я, не знавши его, посторонился, но Наполеон у меня спросил: «Pope?», я ответствовал: «Так». И когда ближе он подошел, я, в недоумении и страхе, вынул просвиру, которую он велел взять одному генералу. Всего этого никто не видел. — За Наполеоном тащилась под гору карета четвернею в ряд, с переду и с заду её были привязанные снопы ржаные.— Дневник священника Н. А. Мурзакевича. 28 октября 1812 года.
5 (17) ноября 1812 Смоленск был занят русскими войсками. Это счастье обернулось, однако, несчастьем для Мурзакевича, в действиях которого усмотрели измену. Священника обвинили в том, что он спрятал в соборной ризнице 20 000 рублей, унесённых из архиерейской ризницы, а также в том, что он, де, в нарушение верноподданнической присяги встречал Наполеона и благословил его. Об этом было доложено архиепископу Феофилакту — главе экстраординарной комиссии по приведению в порядок епархий, разорённых во время войны. Возникло «Дело о священниках Мурзакевиче и Соколове и протоиерее Поликарпе Звереве». Запуганный Феофилактом, епископ Ириней вынес суровый приговор. Мурзакевич был запрещён в священнослужении и лишён места. В своем дневнике он записал: 

«От всех враг моих бых поношение, и соседом моим зело, и страх знаемым моим: видяше мя вон бежаша от мене.» (Псал. 30, 12).— Дневник священника Н. А. Мурзакевича. 31 декабря 1812 года.
15 (27) января 1813 приговор был утверждён Священным Синодом. Это лишило Мурзакевича средств к существованию. Более того, его дом был определён для казенного постоя, а сам о. Никифор с семьей ютился на чердаке. Однако через некоторое время дело поступило наряду с другими на рассмотрение особой комиссии Сената по сыску изменников. Комиссия, не найдя в нём измены, передала дело на рассмотрение уголовной палаты, которая 24 марта (5 апреля) 1814 вынесла оправдательный приговор. Ориентируясь на приговор светского суда, епископ смоленский Иоасаф ходатайствовал перед Синодом об отмене запрещения к священнослужению для всех троих священников. После утвердительного ответа Синода о. Никифор 24 июля (5 августа) 1814 вновь был назначен к служению в Одигитриевской церкви.

### Жизнь после 1814 года

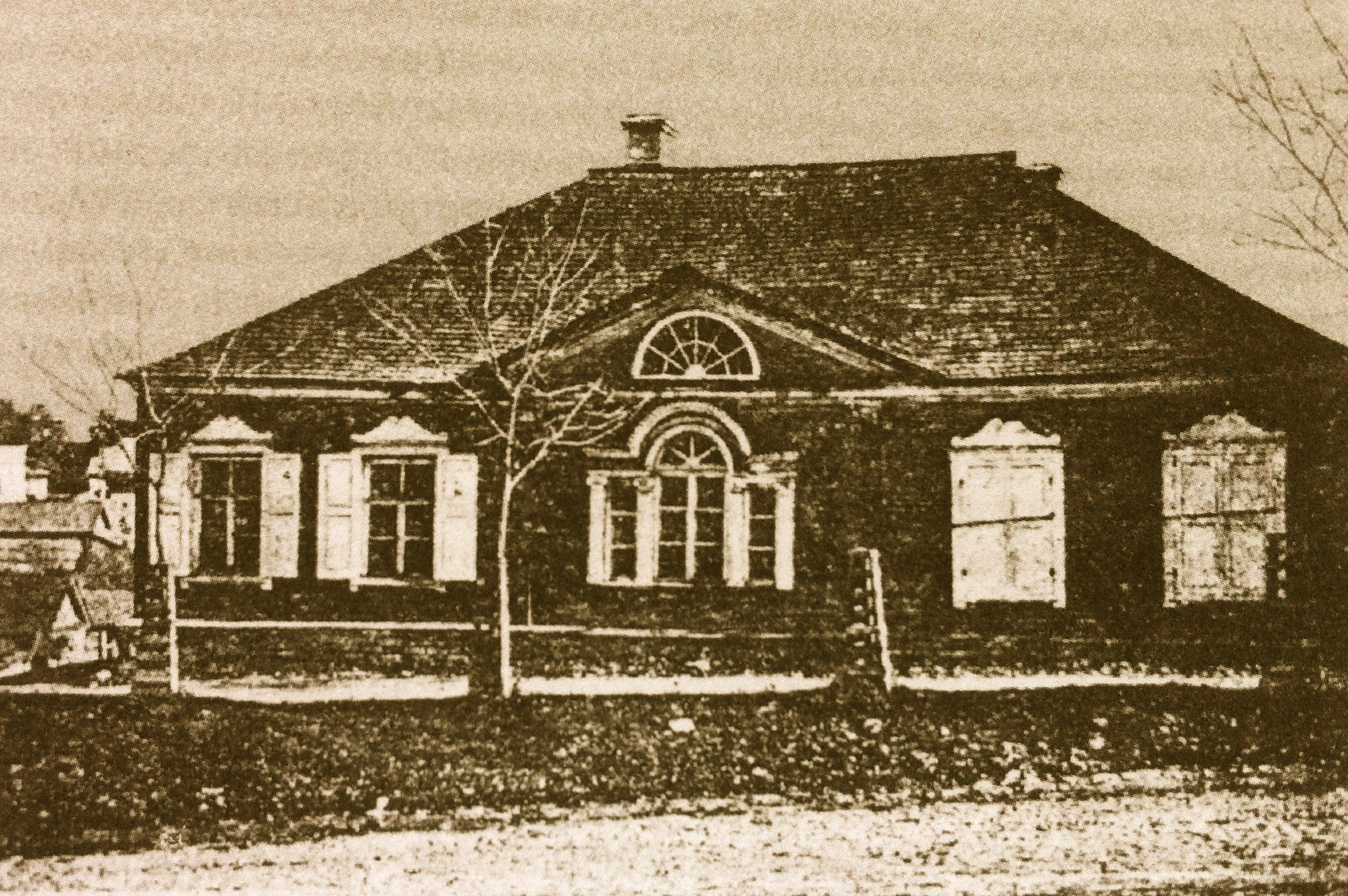
Дом, где Н. А. Мурзакевич жил с 1803 по 1834 год. Находился на углу Козлиной горы (ныне — восточная часть ул. Ленина) и Большой Одигитриевской улицы (ныне ул. Докучаева). Сгорел во время Великой Отечественной войны. Фото 1902 года

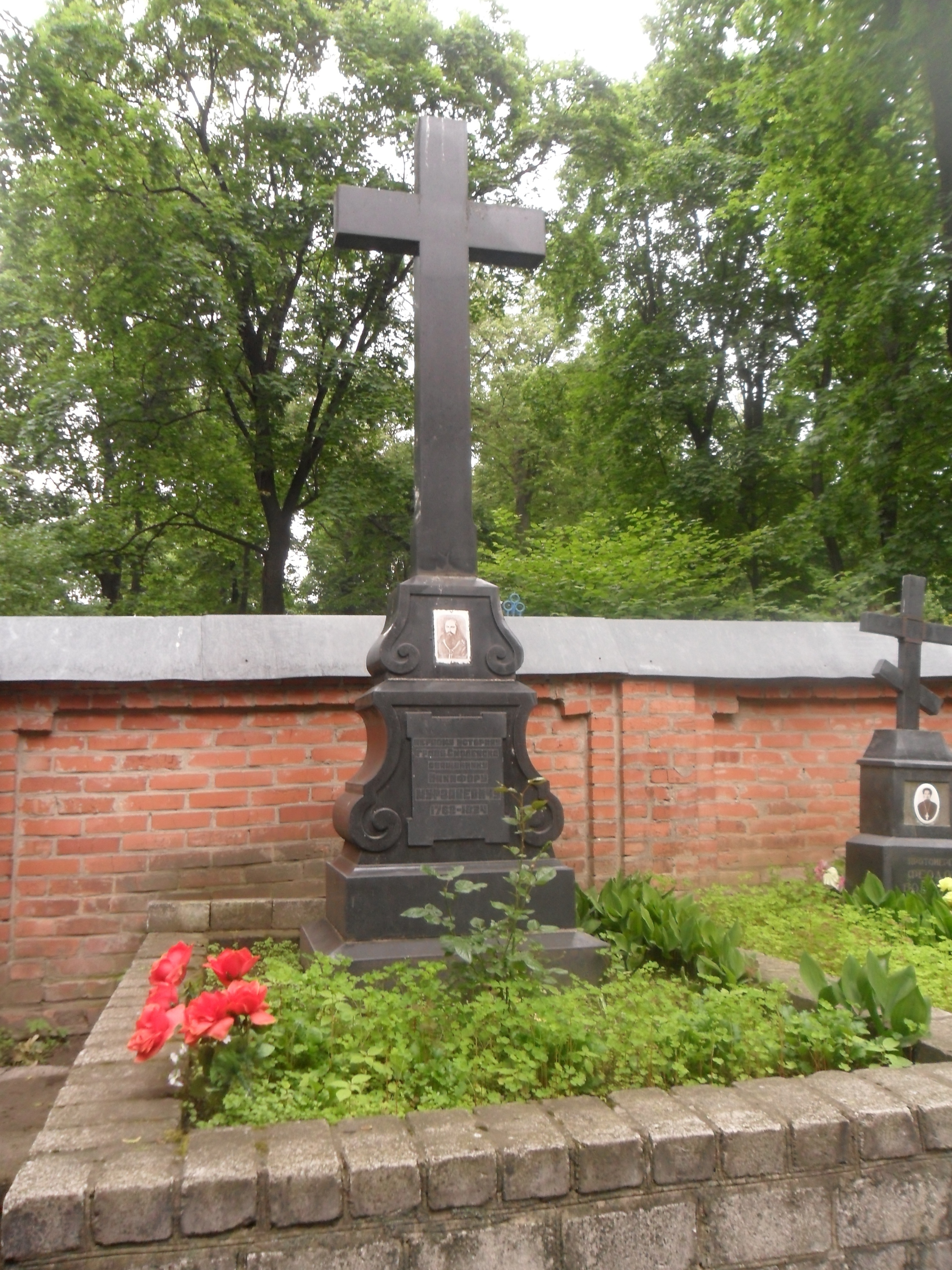
Могила Мурзакевича на Окопном кладбище Смоленска

При посещении Смоленска великим князем Николаем Павловичем 18 мая 1816 г. Мурзакевич был представлен ему на королевском бастионе и удостоился благодарности за свои исторические труды и рассказ о битве 4 августа 1812 г.
Кроме выполнения своих непосредственных обязанностей и исторических трудов, отец Никифор с не меньшей самоотдачей выполнял общественную работу в городских и епархиальных учреждениях. Так, в 1819 г. по поручению епископа, собрал по городу и губернии 32 287 рублей в пользу бедных семинаристов. Часть своей библиотеки отец Никифор ещё при жизни передал в Смоленский кадетский корпус, до 200 томов пожертвовал в семинарию, по тому же завещанию 100 томов были переданы в училище для детей канцелярских служащих, бедным семинаристам завещал 50 рублей.
Похоронен священник Никифор Мурзакевич в ограде Спасо-Окопной церкви. Могила его сохранилась до наших дней.

## Семья
Был женат на дочери священника Анне Ивановне Солнцевой (? — 1812).
Дети:
- Илья Никифорович Мурзакевич — с 1820 года служил в канцелярии Министерства народного просвещения;
- Александра Никифоровна Мурзакевич (? — 1813);
- Елена Никифоровна Жукова — была замужем за поручиком Жуковым;
- Екатерина Никифоровна Мурзакевич (ок. 1799—1812);
- Константин Никифорович Мурзакевич (ок. 1800 — ?) — окончил Московский университет, был врачом в Тобольске;
- Иван (Иоанн) Никифорович Мурзакевич — был священнослужителем, служил полковым священником в Риге, позже — протоиерей;
- Николай Никифорович Мурзакевич (1806—1883) — окончил Московский университет, историк и археолог, директор Ришельевского лицея.

## Другие сочинения

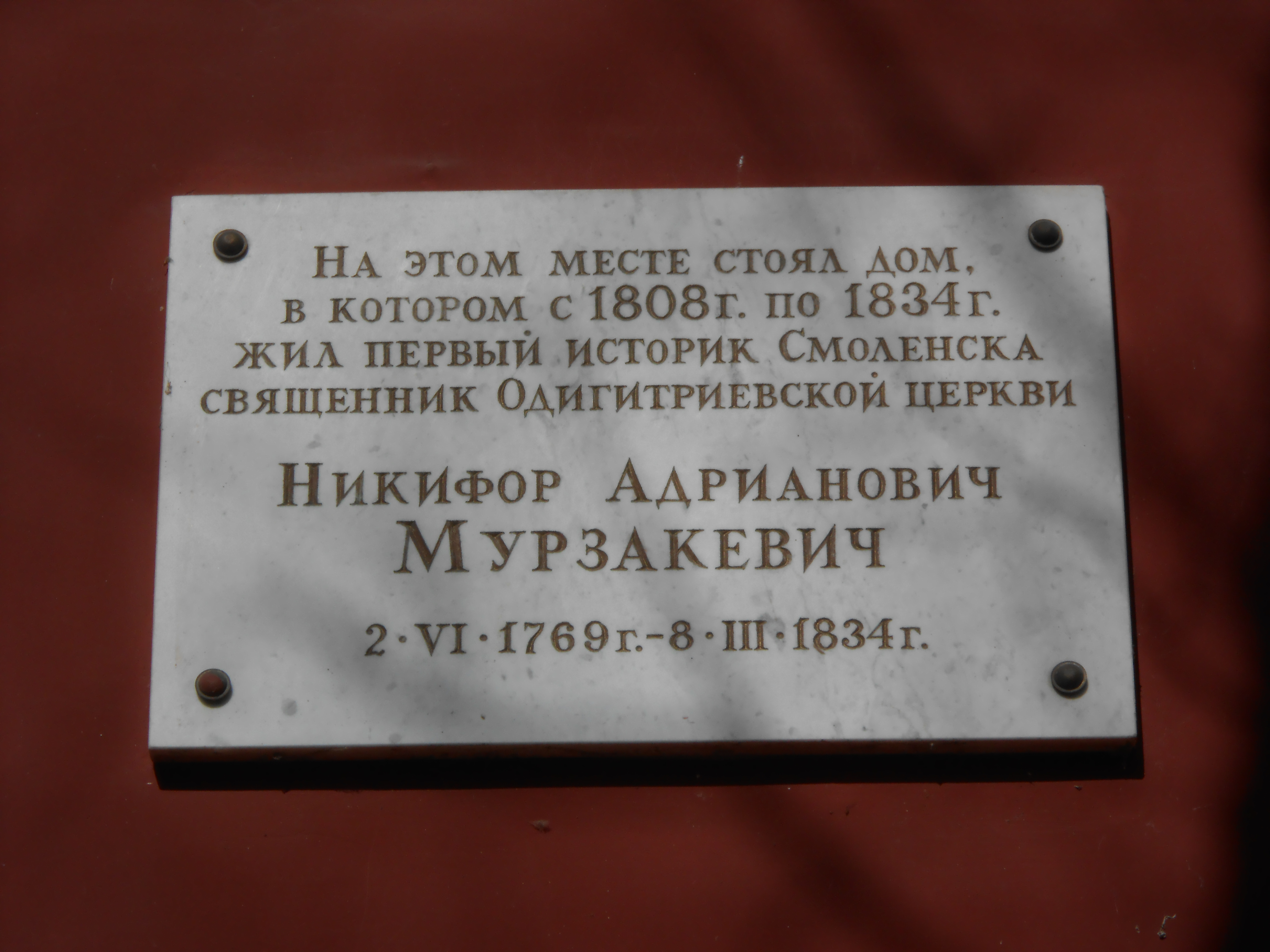
Мемориальная доска Мурзакевичу на улице Ленина в Смоленске

Помимо истории родной земли, Н. А. Мурзакевич много сил уделил священной истории. Все его работы, кроме «Истории города Смоленска», так и не были напечатаны, оставшись в единственном экземпляре.
- В 1801—1814 годах о. Никифор был занят составлением свода из четырёх Евангелий под названием «История Божественного откровения». Эта неизданная книга была первым известным опытом перевода Евангелия на современный русский язык для чтения простым народом. Она была послана обер-прокурору Синода князю А. Н. Голицыну, который передал её ректору Санкт-Петербургской Духовной академии архимандриту Филарету. Отзыв Филарета, видимо, был отрицательным.
- В 1812 году Мурзакевич создал перевод на современный русский язык Псалтири. В этом переводе к каждому из 150 псалмов были приведены достаточно подробные комментарии относительно его смысла и значения. В оглавлении указывалось краткое содержание псалма. Перевод не был опубликован, поскольку раньше, чем автор успел представить его в цензуру, вышел перевод от Библейского общества[6].
- В 1817 году священник написал «Жизнь Иисуса».
- В 1813—1818 годах написана «Жизнь святых апостолов Петра и Павла». Этот труд был представлен епископу Иоасафу, а им передан для отзыва в Смоленскую семинарию, где его нашли «неполным и недостаточным»[6].
- В конце 1820-х годов по поручению епископа Иосифа Мурзакевич писал «Историческое описание Смоленской чудотворной иконы Божьей матери — Одигитрии». В этом труде он стремился, опираясь на выписки из трудов разных церковных историков, доказать, что смоленский образ Богоматери — тот самый, который был написан ещё при её жизни евангелистом Лукой[7]. Судьба этой работы неизвестна.
- «Словарь изобретателей» (или «Список изобретателям») остался неоконченным.
- Рукопись «Описания 1812 года» была передана Мурзакевичем Н. П. Румянцеву.

### Сочинения
«История города Смоленска»:
- Мурзакевич Н. А. История губернского города Смоленска от древнейших времен до 1804 года. Собранная из разных летописей и российских дееписателей. Трудами д[иакона] Н. Мурзакевича. С дозволения начальства. — Смоленск: При губернском правлении, 1804. — IV, 221, VI, 67 с. (2-е издание, дополнено 5-й книгой)
- Мурзакевич Н. А. История города Смоленска: Юбилейное издание Смоленского губернского статистического комитета. / Под ред. И. И. Орловского. — Смоленск: Тип. П. А. Силина, 1903. — 248 с. (3-е издание, воспроизводит издание 1804 года с добавлением вступительных статей И. И. Орловского, «Дневника» и некоторых писем Н. А. Мурзакевича)
- Мурзакевич Н. А. История города Смоленска. / Вст. ст. В. Кононова. — Смоленск: Свиток, 2011. — 208 с. (4-е издание, воспроизводит издание 1903 года)

Дневник и письма Н. А. Мурзакевича:
- Мурзакевич Н. А. Дневник священника Никифора Адриановича Мурзакевича 1776—1834 // Мурзакевич Н. Н. Никифор Адрианович Мурзакевич — историк города Смоленска. 1769—1834. — СПб., 1877.
- То же // Мурзакевич Н. А. История города Смоленска. — Смоленск, 1903. — с. 45-79.
- То же // Мурзакевич Н. А. История города Смоленска. — Смоленск, 2011. — с. 171—199.

Рукописи в Смоленском музее:
- О четвероевангелии. (Сочинение священника Смоленской Одигитриевской церкви Никифора Андриановича Мурзакевича), 1813 г., 275 лл., разм. 23.5 X 19.5, без переплета, в бумажной темно-зеленой обложке. С автографом.
- История Божественного откровения, сочинение священника Никифора Мурзакевича (г. Смоленск), 1815, 285 лл., разм. 22 X 17.6. Переплет — картон, обтянутый кожей, с тиснением. На л. 21 книги надпись: «От внука свящ. 72-го Пехотного Тульского полка Павла Мурзакевича. 1889 г. авг. 22 дня г. Смоленск».
- Жизнь апостолов Петра и Павла (сочинение Никифора Мурзакевича). Рукопись в 2 книгах, 1819 г. 66 лл., разм. 26 X 21.4, переплет бумажный. На заглавном листе надпись: «От внука свящ. 72-го Пехотного Тульского полка Павла Мурзакевича 1889 г. авг. 11 дня».

Рукопись в Самарской научной библиотеке:
- Псалтирь / Пер. на рус. яз. Никифора Мурзакевича. Скоропись начала XIX в. На 150 л.; 22,7х18х3,5 см. Инв. № 306038.